# Договор Гадсдена
Договор Гадсдена, или Покупка Гадсдена (англ. Gadsden Purchase, исп. Venta de La Mesilla "La Mesilla sale"), — приобретённая в 1853 году Соединёнными Штатами у Мексики территория площадью 120 тыс. км². Договор назван по имени американского посланника Джеймса Гадсдена (англ. James Gadsden, 1788—1858), заключившего договор 30 декабря 1853 года с правителем Мексики Санта-Анной.
Стоимость сделки — 10 миллионов долларов США. Приобретённые земли расположены южнее реки Гила и западнее Рио-Гранде. В настоящее время составляют часть штатов Аризона и Нью-Мексико. Это предпоследнее по времени серьёзное расширение континентальной территории Соединённых Штатов, окончательно сформировавшее их границу с Мексикой.
Основной причиной приобретения земель был разработанный проект трансокеанской железной дороги, которая должна была пройти в этих местах. Кроме того, сохранялись натянутые отношения с руководством Мексики, недовольным размером суммы, полученной от США по договору Гваделупе-Идальго. Джеймс Гадсден (англ. James Gadsden), имевший финансовые интересы в реализации железнодорожного проекта, по поручению президента США Франклина Пирса заключил с представителями Мексики эту сделку.
Сделка предполагала также строительство на мексиканской территории трансокеанского канала на Теуантепекском перешейке. Это условие так никогда и не было реализовано.
Первоначальные планы США предусматривали также покупку более обширных территорий, включающих пустыню Сонора, земли к югу от Рио-Гранде (территорию мексиканских штатов Чиуауа (247 087 км²) и Сонора (184 934 км²), а также весь Калифорнийский полуостров — Нижнюю (70 113 км²) и Южную Нижнюю Калифорнию (73 677 км²), т.е. ещё 575 881 км² (в сумме — 31,5% оставшейся после договора Гуадалупе-Идальго мексиканской территории). Но это вызвало противодействие не только мексиканской стороны, но и антирабовладельческих сенаторов в Конгрессе, которые боялись излишнего усиления Юга, так как колонизация Аризоны происходила в основном из рабовладельческих штатов.
Новая уступка земель положила начало закату карьеры мексиканского лидера Антонио Санта-Анны. Народ Мексики расценил сделку как предательство национальных интересов.

## Экономическая эффективность
В 2009 году экономист Дэвид Баркер подсчитал, что Покупка Гадсдена, вероятно, не принесла прибыли Соединенным Штатам. Но он признаёт, что «Текущие исторические оценки считают само собой разумеющимся, что покупка была благом для США», несмотря на то, что регион приносит мало налоговых поступлений из-за расположения большинства шахт в индейских резервациях, которые получают все доходы. А в XIX веке государству пришлось потратить немало денег, чтобы защитить купленную территорию от апачей, что не было бы необходимо в случае отсутствия покупки. Стоимость же южной трансконтинентальной железнодорожной линии не упоминается в этом кратком анализе вовсе.
Другой взгляд на стоимость Покупки Гадсдена и определение границы между США и Мексикой, был дан геологом Гарольдом Джеймсом в 1969 году: «Несмотря на то, что спор о границах не преподал никаких уроков и не придал никакой мудрости, он привел к покупке чрезвычайно ценной полосы территории, которая более чем окупила себя в последующих минеральных и сельскохозяйственных ресурсах.

## В массовой культуре
Последствия покупки Гадсдена для мексиканцев и коренных американцев, живущих в этом регионе, составляют основу истории в фильме о покорении вождя Conquest of Cochise (Колумбия, 1953).
Почтовое отделение Соединенных Штатов выпустило почтовую марку, приуроченную к 100-летию со дня покупки Гадсдена 30 декабря 1953 года.